# 伊万·帕绍夫
伊万·伊万诺夫·帕绍夫（1881年—1955年），保加利亚共产党政治人物。保加利亚共产党中央委员会委员，保加利亚国民议会主席团委员。保苏协会中央理事会主席。索菲亞市长。

## 生平
1881年生。1900年加入保加利亚社会民主工党。曾在布鲁塞尔学习。1920年参与保加利亚共产党成立。1925年被捕，1933年获释。
1947年至1950年，保加利亚国民议会主席团成员。1949年至1952年，索非亚市市长。1952年至1955年，保加利亚祖国阵线全国委员会成员。1954年至1955年，保加利亚共产党中央委员会委员。
1955年10月29日，去世。